# 奥特地区比塞
奥特地区比塞（法語：Bucey-en-Othe，法語發音：[busɛ ɑ̃.n‿ɔt]）是法国奥布省的一个市镇，位于该省中部偏南，属于特鲁瓦区和特鲁瓦香槟都会城市圈公共社区，其市镇面积为13.03平方公里，2022年1月1日时人口数量为433人。
奥特地区比塞是特鲁瓦香槟都会城市圈公共社区的组成部分，位于特鲁瓦市区以西大约10公里。

## 行政
奥特地区比塞的邮政编码为10190，INSEE市镇编码为10066。

## 地理

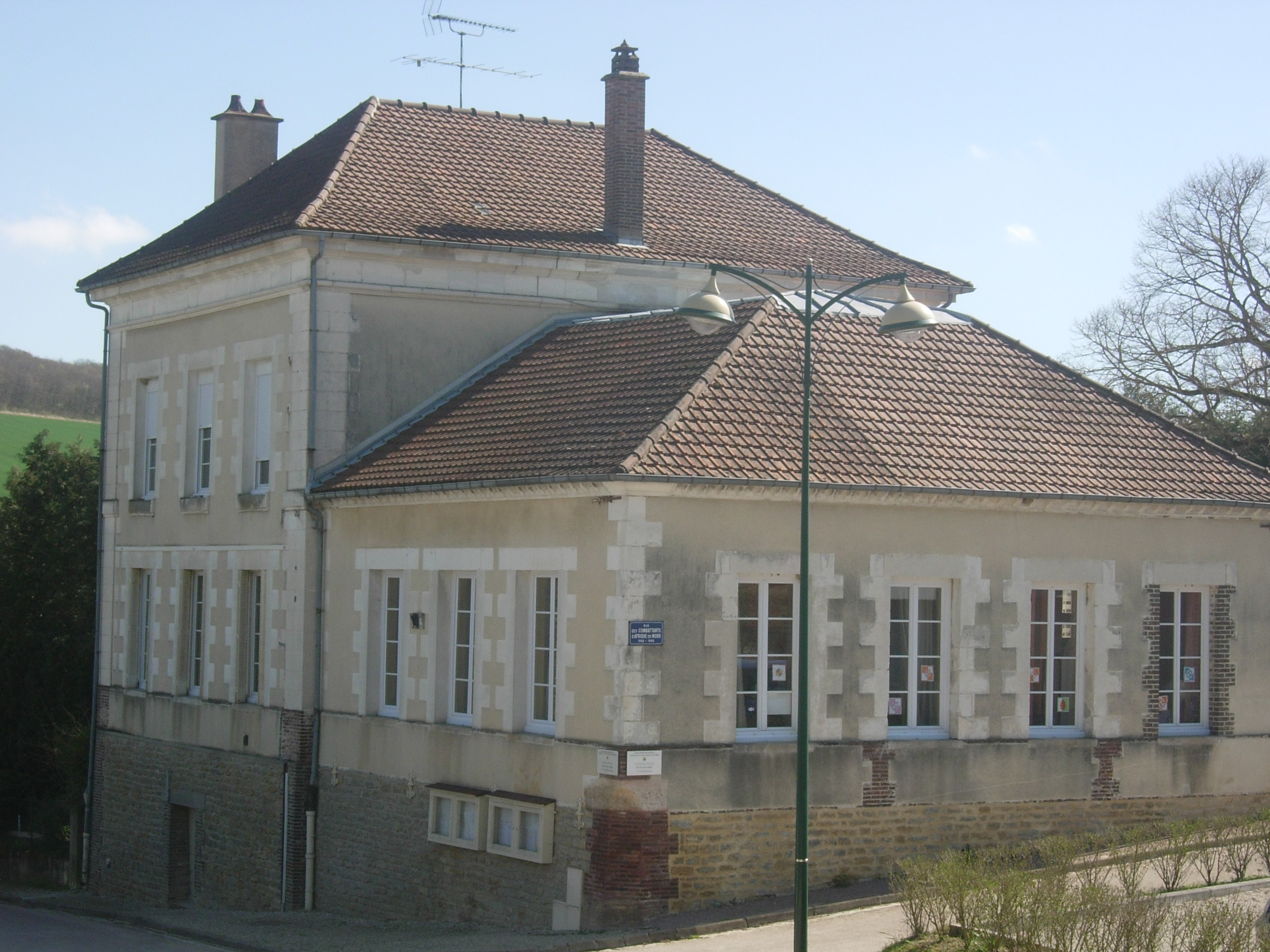
奥特地区比塞市政厅

奥特地区比塞（48°15'33"N, 3°51'51"E）位于法国中北部偏东，大东部大区西南部和奥布省中部。奥特地区为一个传统区域。
与奥特地区比塞接壤的市镇包括：谢讷日、迪耶雷圣于连、埃斯蒂萨克、丰瓦讷、梅松、普吕尼、沃沙西。
奥特地区比塞属于塞纳河流域，境内地势平坦。
按照柯本气候分类法，奥特地区比塞属于温带海洋性气候，全年温差较小，降水分布均匀。

## 历史
奥特地区比塞最初记载于公元12世纪，历史上长期为一普通村落，法国大革命后成为市镇。

## 交通
奥布省省道D15线和D34线在奥特地区比塞镇中心交汇，另有省道D660线从北部过境。

## 政治
现任奥特地区比塞市长为帕斯卡尔·德鲁索先生（Pascal Desrousseaux），他是一名右翼无党派人士。

## 人口
| 年份   | 1936 | 1946 | 1954 | 1962 | 1968 | 1975 | 1982 | 1990 | 1999 | 2006 | 2007 | 2008 | 2013 | 2017 |
| ------ | ---- | ---- | ---- | ---- | ---- | ---- | ---- | ---- | ---- | ---- | ---- | ---- | ---- | ---- |
| 人口數 | 241  | 259  | 279  | 273  | 224  | 221  | 317  | 341  | 341  | 407  | 417  | 426  | 427  | 430  |

## 建筑

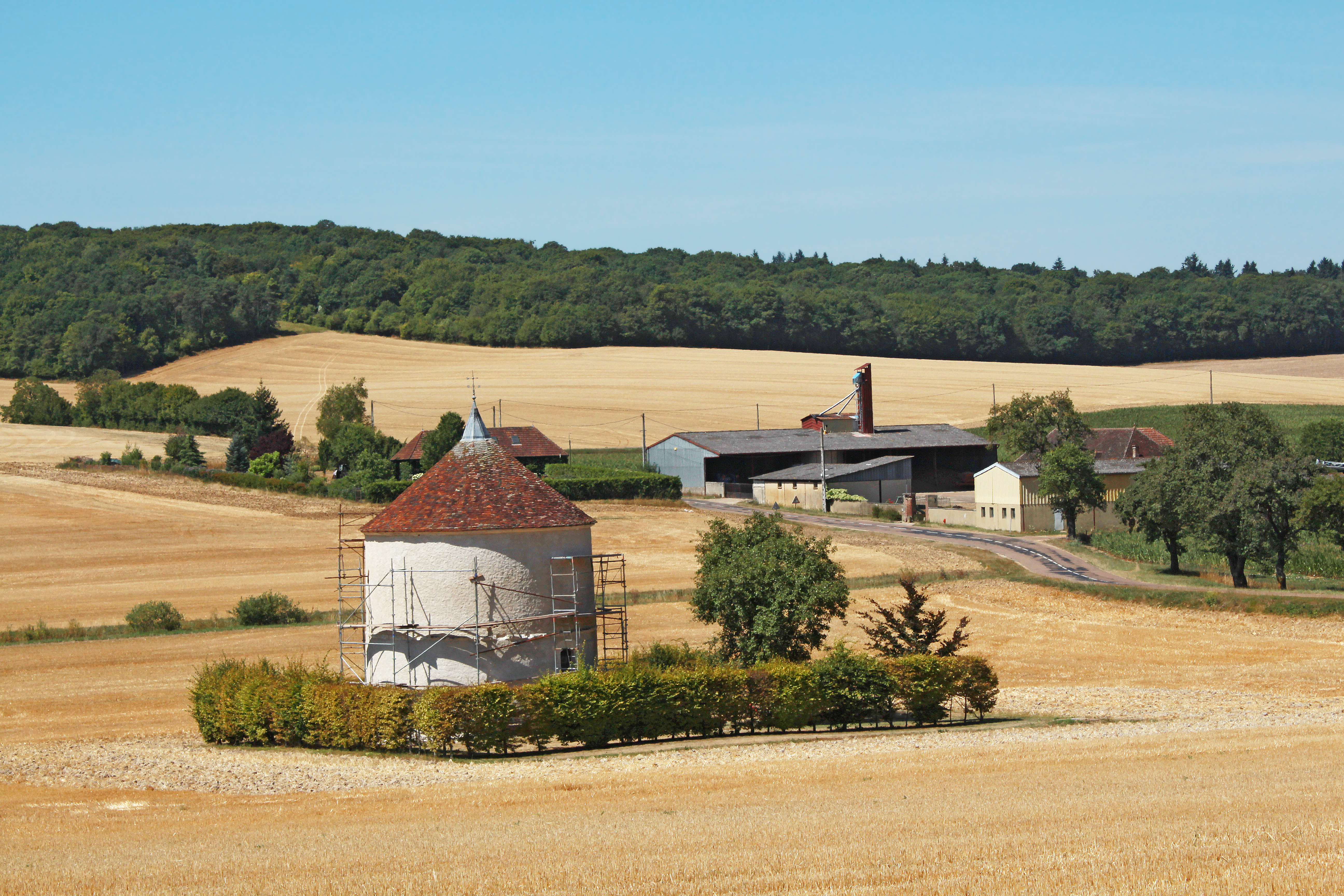
远眺城堡

奥特地区比塞城堡是法国国家文物保护单位。